# Augustin Charles Mbia
 (avril 2024).
Augustin Charles Mbia est un homme de média camerounais et enseignant à l'ESSTIC.

## Biographie

### Enfance, éducation et débuts
Augustin Charles Mbia est titulaire d'un doctorat obtenu à Lyon en 2006

### Carrière
Augustin Charles Mbia est journaliste de métier et enseignant à l'ESSTIC,. Homme de théâtre et cousin d'Ambroise Mbia, il est membre du RDPC à Akono,.